# Karl Buchwald
Karl Buchwald (* 4. Dezember 1889; † unbekannt) war ein Abgeordneter der deutschen Minderheit im Schlesischen Parlament. 

## Leben
Karl Buchwald, Sohn des Schlossers Heinrich Buchwald, besuchte die Volksschule und lernte anschließend Schlosser. 1907 trat er der Gewerkschaftsbewegung bei, 1920 wurde er Zweiter Geschäftsführer der Verwaltungsstelle Königshütte des Deutschen Metallarbeiterverbandes. Nach der Abtrennung Oberschlesiens vom Deutschen Reich wurde Buchwald Geschäftsführer und Bezirksleiter für das ehemals deutsche Gebiet. 1919 trat er der USP bei und stieg später in den Parteivorstand der Deutsche Sozialdemokratische Partei Polnisch-Oberschlesiens (DSP) auf.
1922 wurde Buchwald für die DSP in das Schlesische Parlament gewählt, als Abgeordneter des Wahlbezirks Schwientochlowitz, Königshütte, Tarnowitz.